# Ертогрул Осман V
Ертогрул Осман V (на османски турски: ارطغرل عثمان; на турски: Ertuğrul Osman Osmanoğlu или Osman Ertuğrul Osmanoğlu) е 43-тият глава на Османската династия (от 1994 до 2009 г.). Той е малкият син на принц Мехмед Бурханеддин. Ако османската династия имаше още властта, той е трябвало да бъде османски султан и халиф под името Осман V. Също така е познат като султан Ертогрул II във връзка с Ертогрул, бащата на Осман I. Осман е четвъртият по линия на наследяването, когато монархията е изоставена през 1922 г., а модерна Турция заменя империята.
До това време неговото пълно формално наименование е неговото императорско височество шезаде Ертогрул Осман Ефенди Хазретлери, имперски принц на Османската империя.